# 章广镇
章广镇，是中华人民共和国安徽省滁州市南谯区下辖的一个乡镇级行政单位。

## 行政区划
章广镇下辖以下地区：
章广社区、元松村、孟洼村、马厂村、胡集村、章广村、皇甫村、太平村、常山村、陆岗村和鸦窝村。